# 1994年5月逝世人物列表
1994年逝世人物列表：1月 - 2月 - 3月 - 4月 - 5月 - 6月 - 7月 - 8月 - 9月 - 10月 - 11月 - 12月
1994年5月逝世人物列表，是用於匯總1994年5月期間逝世人物的列表。

## 依日期排序

### 1日
- 埃莫·吉尤塞，64歲，匈牙利電影導演和編劇。[1]
- 伊加爾·莫辛森，76歲，以色列小說家、劇作家和發明家。[2]
- 艾爾頓·冼拿，34歲，巴西賽車手，賽車事故。[3]
- 阿諾德·斯特雷佩爾，82歲，二戰期間德國納粹黨衛軍指揮官。

### 2日
- 內森·阿德勒，83歲，美國精神分析師和臨床心理學教授。
- 路易·卡拉費特，65歲，法國小說家。[4]
- 安妮塔·杜蘭特，96歲，義大利女演員。
- 巴克·福塞特，86歲，美國棒球運動員和經理。[5]

### 3日
- 弗朗西斯·貝爾，50歲，紐西蘭演員[6]
- 威廉·迪基，65歲，美國詩人，英語教授[7]
- 弗拉基米爾·科斯廷，72歲，俄羅斯籃球裁判。
- 費利佩·加拉扎·桑切斯，81歲，西班牙軍官。

### 4日
- 佩爾·恩達爾，85歲，瑞典極右翼政治家。
- 羅傑·詹金斯，82歲，美籍加拿大冰球運動員。[8]
- 松平康東，91歲，日本外交官。
- 約瑟普·帕拉達，82歲，南斯拉夫網球運動員。

### 5日
- 伊根·錢伯斯，73歲，加拿大政治家。
- 喬·林頓，63歲，美國導演和編舞家。[9]
- 哈里·歐博伊爾，89歲，美國橄欖球運動員。[10]
- 馬里奧·金塔納，87歲，巴西作家和翻譯家。[11]
- 路易絲·特洛伊，60歲，美國舞臺和銀幕女演員[12]
- 諾爾·威馬拉塞納，80歲，斯裡蘭卡律師和政治家。

### 6日
- Gunnar Åhs，78歲，瑞典雪橇運動員。
- 拉斐爾·巴萊東，74歲，墨西哥電影演員、導演、編劇和製片人。[13]
- 默里·博爾蒂諾夫，83歲，美國作家和漫畫書編輯。
- 彭勵治，67歲，香港政治家。
- 麥希塔爾·傑爾巴什揚，75歲，亞美尼亞數學家。
- 艾哈邁德·朱法利（Ahmed Juffali），70歲，沙特商人，心臟病發作。[14]
- 瑪爾維娜·帕斯托里諾，77歲，阿根廷電影女演員
- 摩西·羅森，81歲，羅馬尼亞拉比。[15]
- 弗雷德·薩多夫，67歲，美國演員[16]
- 安塔爾·森代，79歲，匈牙利賽艇運動員和奧運選手。[17]

### 7日
- 海姆·巴爾-列夫，69歲，以色列將軍和政治家[18]
- 克莱门特·格林伯格，85歲，美國散文家和視覺藝術評論家。[19]
- 約翰·湯瑪斯·豪威爾，90歲，美國植物學家和分類學家。[20]
- 麥平加·卡森達，56歲，蒙博托·塞塞·塞科領導下的薩伊總理，事故。
- 帕霍·拉畢卜，88歲，埃及古物學家
- 安迪·麥克沃伊，55歲，愛爾蘭足球運動員。[21]
- 查克·泰勒，74歲，美式橄欖球運動員和教練。[22]
- 亞哈倫·亞里夫，73歲，以色列政治家和將軍。[23]

### 8日
- 伊迪絲·布洛克，91歲，美國女商人和政治家。
- 埃納爾·迪森，96歲，挪威記者和報紙編輯。
- 吉姆·芬克斯，66歲，美式橄欖球運動員、教練和高管[24]
- 史蒂文濟慈，49歲，美國演員[25]
- 喬治·佩帕德，65歲，美國演員[26]
- 默里·斯皮瓦克，90歲，俄裔美國音響工程師。[27]

### 9日
- 安妮·亚伯斯，94歲，美國紡織藝術家和版畫家。[28]
- 拉爾夫·布里克納，69歲，美國職業棒球大聯盟球員。[29]
- 艾倫·佛洛斯特·阿徹，86歲，美國昆蟲學家和蜘蛛學家。
- 本特·勒漢德，68歲，瑞典空軍軍官。
- 海因茨-維爾納·邁耶爾，61歲，德國工會領袖和政治家。

### 10日
- 克林斯·布鲁克斯，87歲，美國文學評論家和教授。[30]
- 约翰·韦恩·盖西，52歲，美國連環殺手和性犯罪者[31]
- 盧斯伯特，69歲，荷蘭詩人和畫家。[32]
- 埃利亞斯·莫索拉迪，69歲，南非反種族隔離活動家。[33]
- 利爾·皮卡，94歲，德裔美國女演員、藝術家和記者。[34]

### 11日
- 路易士-湯瑪斯·阿基里（Louis-Thomas Achille），84歲，馬提尼奎斯知識份子，教育家和音樂家。[35]
- 艾得理（David Howard Adeney），82歲，英國傳教士和大學傳教士。[36]
- S. A. Ajayi，89歲，奈及利亞政治家。[37]
- 蒂莫西·凱里，65歲，美國演員[38]
- 尼古拉·費奧多羅夫，80歲，蘇俄動畫師、導演、作家和漫畫家。[39]
- 亨利·吉索爾，89歲，法國電影演員。[40]
- 勞埃德·休斯，81歲，澳大利亞政治家。
- 赫爾穆特·凱瑟，81歲，瑞士律師，國際足聯秘書長。
- 羅馬諾·普波，61歲，義大利特技演員和演員，交通事故。
- 本尼·沃倫，82歲，美國職業棒球大聯盟球員。[41]
- 海恆博，82歲，英國駐華傳教士和作家。

### 12日
- 岑巴拉斯卡斯，83歲，南非板球運動員。
- 阿爾弗雷德·貝特，91歲，英國政治家、藝術收藏家和慈善家。
- 凱薩琳·伯恩特，76歲，澳大利亞人類學家。[42]
- 保羅·庫辛·柴爾德，92歲，美國公務員、外交官和藝術家。[43]
- 爱利克·埃里克森，91歲，丹麥裔德裔美國心理學家和精神分析學家。[44]
- 席·強森，87歲，美國棒球運動員。[45]
- 羅伊·J·布朗克，83歲，美國化學家[46]
- 約翰·史密斯，55歲，蘇格蘭政治家[47]
- 安德列·茲沃巴達，84歲，法國編劇、製片人和電影導演。[48]

### 13日
- 弗拉基米爾·安托申，64歲，蘇聯/俄羅斯國際象棋特級大師。
- 鄧肯·漢密爾頓，74歲，英國賽車手。[49]
- 約翰·法蘭西斯·甘迺迪，88歲，美國政治家。
- 約翰·斯溫森，68歲，加拿大裔美國政治家和法學家。[50]

### 14日
- 戴夫·阿爾布里頓，81歲，美國跳高運動員，教練和政治家。
- 奇哈特·阿爾曼，78歲，土耳其足球守門員和經理。[51]
- 小威廉·格雷·厄姆克萊托，82歲，美國海軍軍官、律師和政府官員。[52]
- 伯特·門羅，63歲，美國鳥類學家。
- 布萊恩·羅珀，64歲，英裔美國演員和房地產經紀人。
- 奧爾加·斯皮里多諾維奇，70歲，塞爾維亞女演員。
- 倫納德·蒂爾，71歲，澳大利亞演員、電臺播音員和主持人。[53]
- 羅伯特·G·沃斯珀，80歲，美國教育家和圖書管理員。

### 15日
- 歐普拉克許·阿格拉瓦爾，39歲，印度斯諾克球員，癌症。
- 伦纳德·卡彭特，91歲，美國賽艇運動員和奧運選手。[54]
- 羅耶・達諾，71歲，美國演員[55]
- 奧斯卡海爾，86歲，德國電氣工程師和發明家。
- 謝爾曼·蘭德斯，96歲，美國田徑運動員和奧運選手。[56]
- 亞歷山大·諾維，78歲，英國經濟學教授。[57]
- 吉伯特·羅蘭，88歲，墨西哥裔美國演員[58]
- 羅伯特·T·塞克雷斯特，90歲，美國政治家。

### 16日
- 瓦爾·艾倫·布朗寧，98歲，美國槍械製造商和慈善家。[59]
- 阿蘭・屈尼，85歲，法國戲劇和電影演員。[60]
- 達米羅·菲諾，74歲，委內瑞拉棒球運動員。
- 兹登卡·洪索娃，66歲，捷克體操運動員和奧運選手。[61]
- 馬純岱，82歲，印度電影導演。
- 羅伊·麥克羅伊，87歲，紐西蘭律師和政治家。
- 阿爾弗雷德·奧·卡·尼爾，82歲，美國物理學家。[62]
- 保羅·舒爾曼，72歲，以色列海軍軍官。

### 17日
- 熱爾森·達席爾瓦，28歲，巴西足球運動員，愛滋病相關併發症。
- 尼古拉斯·戈麥斯·達維拉，80歲，哥倫比亞哲學家，心血管疾病。
- 李奧尼拉·加西亞，87歲，菲律賓藥劑師。
- 艾琳·哈莫爾，87歲，比利時小說家和詩人。[63]
- 艾蒂安·赫希，93歲，法國土木工程師，二戰期間法國抵抗運動成員。[64]
- 弗拉基米爾·波齊梅克，29歲，捷克斯洛伐克跳臺滑雪運動員和奧運選手[65]
- 傑拉爾多·賴歇爾-多爾馬托夫，82歲，奧地利人類學家和考古學家。[66]
- 約翰·滅霸，45歲，美國被定罪的殺人犯[67]

### 18日
- 哈里·巴克，95歲，紐西蘭報紙記者和編輯。[68]
- 約翰·克萊默，98歲，澳大利亞政治家[69]
- 曼努埃爾·馬納漢，78歲，菲律賓政治家、記者和商人。
- 馬明塔爾·塔馬諾，65歲，菲律賓政治家。

### 19日
- 約瑟夫·查特，79歲，英國化學家。[70]
- 雅克·埃盧爾，82歲，法國哲學家和社會學家。[71]
- 亨利·摩根，79歲，美國幽默作家[72]
- 路易士·奧卡尼亞，48歲，西班牙公路自行車賽車手[73]
- 杰奎琳·肯尼迪，64歲，美國前第一夫人[74]

### 20日
- 巴汀·伯克特，96歲，美國電影女演員[75]
- 費爾南德·吉魯，加拿大女演員和爵士歌手。
- 英格麗·哈夫納，57歲，英國女演員[76]
- 卡蘇·布拉馬南達·雷迪，84歲，印度政治家。
- 伊日·索博特卡，82歲，捷克斯洛伐克足球運動員。

### 21日
- 馬丁·多爾蒂，35歲，愛爾蘭共和黨和愛爾蘭共和軍志願者，被槍殺。
- 喬瓦尼·戈里亞，50歲，義大利政治家[77]
- 小大衛·S·霍姆斯，79歲，美國政治家。[78]
- 伊東正義，80歲，日本政治家。
- 諾曼·洛，80歲，蘇格蘭足球運動員和經理。[79]
- 拉尔夫·米利班德，70歲，英國社會學家[80]
- 約翰·亨德里克·魏德納，81歲，二戰期間抵抗運動的荷蘭成員。
- 克里夫·威爾遜，60歲，威爾士斯諾克球員。

### 22日
- 施立明
- 簡·杜洛，75歲，美國女演員和喜劇演員。
- 格哈德·克魯格，85歲，德國納粹黨學生領袖，後來成為新納粹人物。
- 米塔克，66歲，比利時漫畫作家。[81]
- 诺曼·里德，62歲，紐西蘭競走運動員和奧運選手[82]

### 23日
- 阿爾·鮑德溫，71歲，美國橄欖球運動員。[83]
- 雷·坎迪，42歲，美國職業摔跤手，心臟病發作。
- 喬治·德·戈津斯基，79歲，俄裔芬蘭作曲家和指揮家。[84]
- 奧拉夫·H·胡格，85歲，挪威園藝家、翻譯家和詩人。
- 利奧·庫珀，89歲，南非社會學家。[85]
- 喬治·梅特斯基，90歲，美國電工和機械師。[86]
- 乔·帕斯，65歲，美國爵士吉他手[87]
- 奧斯卡·索爾，81歲，美國編劇。[88]
- 維克斯男爵夫人，86歲，英國政治家。

### 24日
- 馬丁·戈德史密斯，80歲，美國編劇和小說家。
- 朱利安·海伯特，76歲，魁北克工業設計師。[89]
- 比爾·舒特，84歲，美式橄欖球運動員和教練。
- 約翰·韋恩，69歲，英國詩人、小說家和評論家。[90]

### 25日
- 喬·布萊納德，52歲，美國藝術家和作家[91]
- 维利·艾希霍恩，85歲，德國賽艇運動員和奧運選手。[92]
- 艾瑞克·葛爾，55歲，美國爵士樂和R&B吉他手[93]
- 約翰·麥基男爵，84歲，英國政治家。
- 羅伯特·帕弗里克，81歲，比利時足球運動員。

### 26日
- 張芳燮
- 卡羅利·安塔爾，84歲，匈牙利雕塑家。
- 乔治·鲍尔，84歲，美國外交官和銀行家。[94]
- 穆里爾·庫珀，69歲，美國圖書設計師、數字設計師和研究員。[95]
- 謝爾比·庫洛姆·大衛斯，85歲，美國商人、投資者和慈善家。[96]
- 马攸木·琼英·旺姆·多吉，97歲，不丹皇室和政治家。
- 吉爾·富勒，74歲，美國爵士樂編曲家、作曲家和樂隊領隊。[97]
- 安德烈·熱拉爾，83歲，法國足球運動員和經理。
- 朱尔·凯尼亚尔，86歲，法國水球運動員和政治家。[98]
- 海茲·萊斯基，41歲，以色列詩人，編舞家，畫家和藝術評論家，愛滋病相關併發症。
- 巴哥隆德，81歲，美國烤架足球運動員。
- 諾貝托·梅嫩德斯，57歲，阿根廷足球運動員。
- 索尼·沙羅克，53歲，美國爵士吉他手[99]
- 羅比·斯坦利，26歲，美國賽車手，賽車事故。
- 瑞德·特里德韋，74歲，美國棒球運動員。[100]

### 27日
- 克勞斯·貝克曼，49歲，德國政治家。
- 查理斯·羅德曼·坎貝爾，39歲，美國被定罪的殺人犯[101]
- 路易士·德·卡洛斯，87歲，西班牙足球主管。
- 拉克什曼·夏斯特麗·喬希，93歲，印度作家、學者和文學評論家。
- 喬治·梅林科維奇，82歲，美式橄欖球運動員和教練。
- 雷德·羅德尼，66歲，美國爵士小號手[102]
- 阿特·史賓尼，66歲，美式橄欖球運動員。[103]

### 28日
- 陳白塵，原名陳征鴻
- 朱利葉斯·博羅斯，74歲，美國高爾夫球手[104]
- 詹姆斯·伯克，67歲，美國天主教會主教。
- 丹·弗洛德，90歲，美國律師和政治家。[105]
- 澤努拉別丁·古拉穆賽恩·蘭貢瓦拉，80歲，印度活動家和銀行家。
- 休·斯特林，86歲，加拿大足球運動員。
- 馬克斯·瓦爾特·斯萬貝里，82歲，瑞典畫家、插畫家和設計師。[106]
- 布拉尼斯拉夫·瓦爾西克，90歲，斯洛伐克歷史學家和檔案保管員。

### 29日
- 何塞·玻爾，92歲，德裔智利電影導演、製片人、演員和編劇。
- 彼得·克蘭默，79歲，英國運動員。
- 雷蒙德·費萊，62歲，瑞士高山滑雪運動員和奧運選手。[107]
- 埃里希·昂纳克，81歲，德國共產主義政治家，東德領導人[108]
- 奧利弗·傑克遜，61歲，美國爵士鼓手[109]
- 約瑟夫·珍妮，78歲，英國電影製片人。[110]
- 哈里·萊文，81歲，美國文學評論家、學者。[111]
- 奧斯克爾·盧夫，77歲，冰島植物學家。
- 梅·艾貝爾·史密斯，88歲，英國貴族。

### 30日
- Malouf Abraham Sr.，78歲，美國商人和政治家。[112]
- Serge Afanasyan，81歲，亞美尼亞歷史學家。[113]
- 埃茲拉·塔夫脫·本森，94歲，美國農民、政府官員和宗教領袖[114]
- 馬塞爾·比蓋，79歲，義大利-法國實業家，Bic聯合創始人。[115]
- 阿戈斯蒂諾·迪巴托洛梅，39歲，義大利足球運動員[116]
- 唐纳德·希尔，71歲，英國工程師和科技歷史學家。
- 傑克·克羅爾，57歲，美國棒球教練和經理[117]
- 胡安·卡洛斯·奥内蒂，84歲，烏拉圭小說家[118]
- 真田重藏，71歲，日本棒球運動員。[119]
- 帕夫萊·薩維奇，85歲，塞爾維亞物理學家和化學家。[120]
- 伊什特萬·塔馬西，83歲，匈牙利足球運動員。

### 31日
- 弗兰克·贝克，51歲，英國被定罪的兒童性犯罪者，心臟病發作。
- 姆巴耶·迪亞涅，36歲，塞內加爾軍官，在行動中喪生。
- 西德尼·吉利特，86歲，英國電影導演、製片人和作家。[121]
- 曼尼·克萊因，86歲，美國爵士小號手。[122]
- 赫爾瓦·內利，85歲，義大利裔美國歌劇女高音[123]
- 山姆塔·普拉薩德，72歲，印度古典音樂家和塔布拉演奏家。[124]
- 亨利·伍德，84歲，美國作曲家、作詞家、編曲家和歌手。
- 漢娜·瑪麗·沃明頓，79歲，美國考古學家。[125]